# イベロアメリカ首脳会議

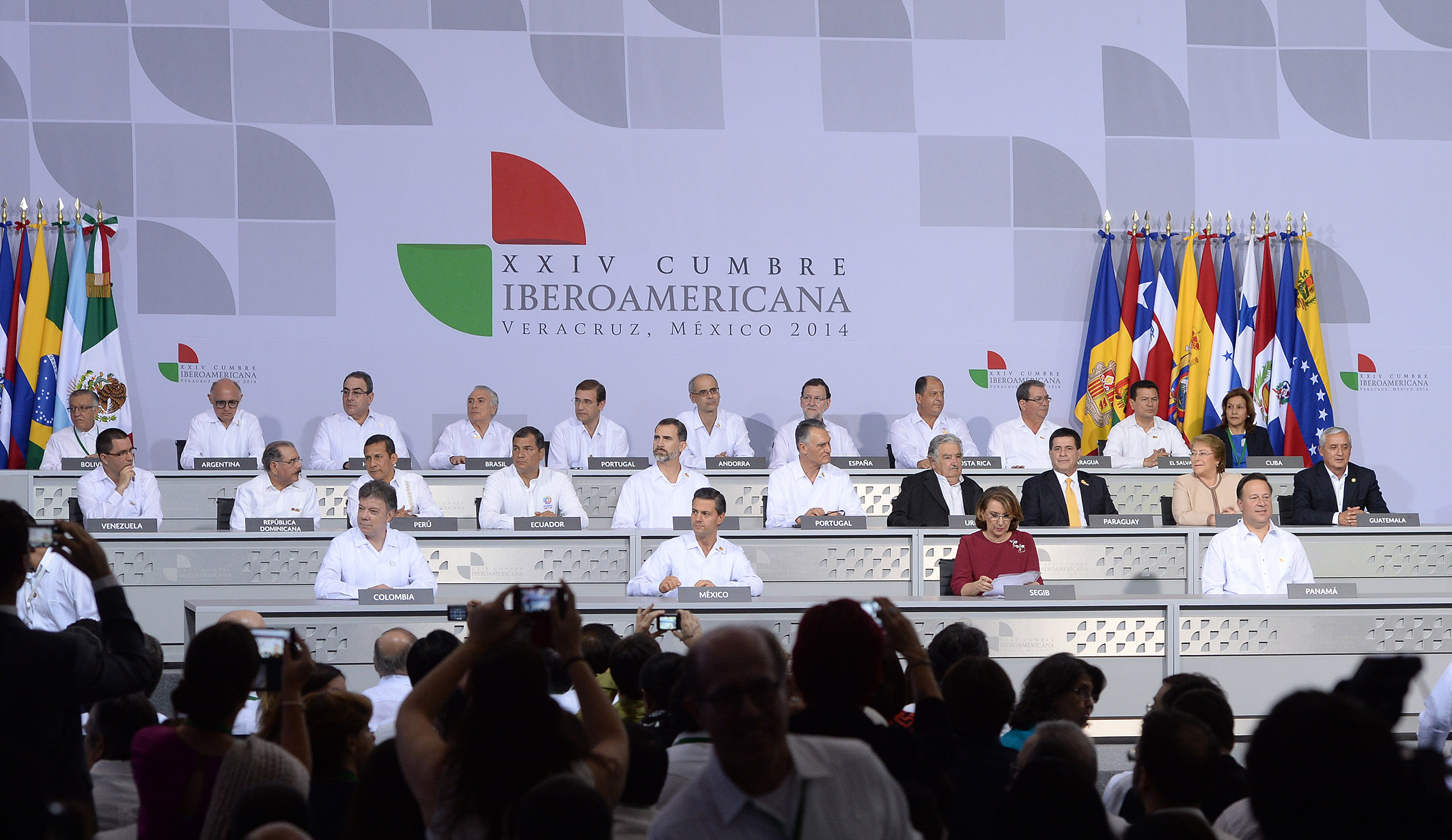
2014年

イベロアメリカ首脳会議（イベロアメリカしゅのうかいぎ、スペイン語: Cumbres Iberoamericanas de Jefes de Estado y de Gobierno、ポルトガル語: Conferência Ibero-Americana de Chefes de Estado e de Governo）、又は、イベロアメリカ・サミットは、1991年からイベロアメリカ諸国機構の加盟国、すなわち、スペイン語やポルトガル語を話すイベロアメリカ地域の諸国によって開催されているサミット（首脳会議）。1996年以降、毎年11月に開催されることが多いが、10月に前倒しされることもある。

## 概要

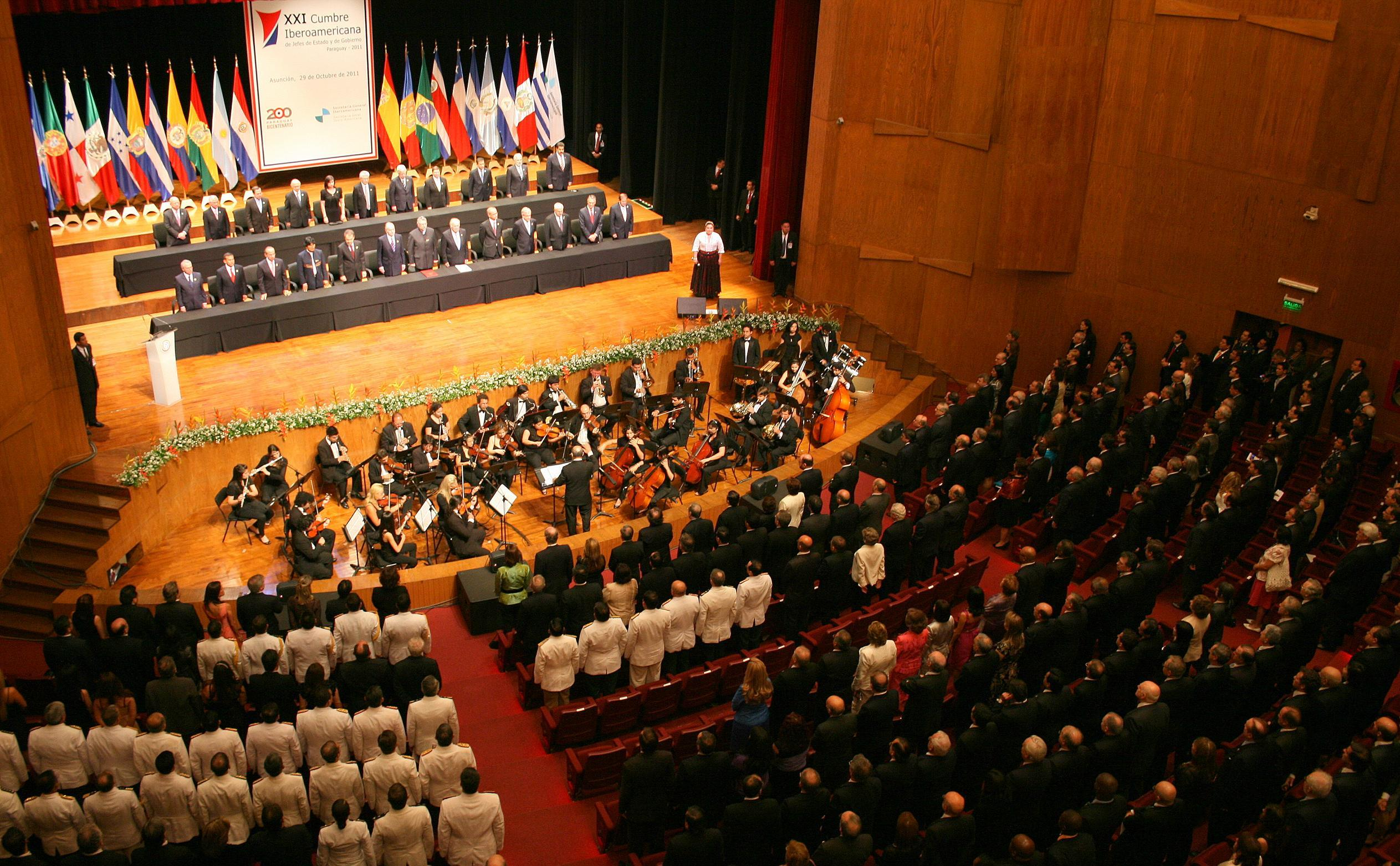
2011年

イベロアメリカとは、語意としては「イベリア半島（イベロ）＋アメリカ州（アメリカ）」のことであり、スペイン・ポルトガル、並びにアメリカ大州に位置する両国の旧植民地諸国の総称。現在に至るまで文化的・経済的・政治的つながりが非常に強いこの地域の首脳が一堂に会することで、参加国間の国際協力を推進する目的がある。ポルトガルやブラジルの代表はポルトガル語で、それ以外の国の代表はスペイン語で発言するが、スペイン語とポルトガル語は非常に似ており相互理解もたやすいため、この国際会議は基本的に通訳なしで実施されている。
2001年にプエルトリコがオブザーバー（独立国ではないため）として、2004年よりアンドラが正式加盟国として、そして2009年よりフィリピンと赤道ギニア（両方とも旧スペイン領）がオブザーバーとなった。
これまではスペイン語あるいはポルトガル語を公用語とするイベリア半島あるいは中南米の国（アンドラの公用語はカタルーニャ語のみだが、スペイン語も広く通じる）だけの会議であったが、アジアに位置するフィリピンと赤道ギニアが準加盟国となったことから、今後はアンゴラやモザンビークなどアフリカのポルトガル語諸国や東ティモールなどの加盟が予想され、すでに東ティモール、赤道ギニア、ベリーズが加盟を申請している。
その他、域内諸国と関係の深い、日本（2013年より）、ベルギー、フランス、ハイチ、イタリア、モロッコ、オランダ、フィリピンがオブザーバーとして参加している。

## 参加国（五十音順）

ラテンアメリカの加盟国
ヨーロッパの加盟国
オブザーバー
加盟申請国
将来に参加する可能性のある国

- アルゼンチン
- アンドラ
- ウルグアイ
- エクアドル
- エルサルバドル
- キューバ
- グアテマラ
- コスタリカ
- コロンビア
- スペイン
- チリ
- ドミニカ共和国
- ニカラグア
- パナマ
- パラグアイ
- ブラジル
- ベネズエラ
- ペルー
- ボリビア
- ポルトガル
- ホンジュラス
- メキシコ

## 準加盟国および地域
- 赤道ギニア
- フィリピン
- プエルトリコ（米国自由連合州）

## 開催地
- 第1回（1991年）：グアダラハラ（メキシコ）
- 第2回（1992年）：マドリード（スペイン）
- 第3回（1993年）：サルヴァドール（ブラジル）
- 第4回（1994年）：カルタヘナ・デ・インディアス（コロンビア）
- 第5回（1995年）：バリローチェ（アルゼンチン）
- 第6回（1996年）：サンティアゴ・デ・チレ、ビニャ・デル・マール（チリ）
- 第7回（1997年）：マルガリータ島（ベネズエラ）
- 第8回（1998年）：ポルト（ポルトガル）
- 第9回（1999年）：ハバナ（キューバ）
- 第10回（2000年）：パナマ市（パナマ）
- 第11回（2001年）：リマ（ペルー）
- 第12回（2002年）：ババロ（ドミニカ共和国）
- 第13回（2003年）：サンタ・クルス・デ・ラ・シエラ（ボリビア）
- 第14回（2004年）：サン・ホセ（コスタリカ）
- 第15回（2005年）：サラマンカ（スペイン）
- 第16回（2006年）：モンテビデオ（ウルグアイ）
- 第17回（2007年）：サンティアゴ・デ・チレ（チリ）
- 第18回（2008年）：サン・サルバドル（エル・サルバドル）
- 第19回（2009年）：エストリル（ポルトガル）
- 第20回（2010年）：マル・デル・プラタ（アルゼンチン）

2010年12月3日・4日、テーマ「社会的包摂のための教育」、外相会議、アルゼンチンのフェルナンデス大統領開会挨拶、最終文書採択など。
- 第21回（2011年）：アスンシオン（パラグアイ）

2011年11月28日・29日、テーマは「国家の変革と開発」。ルゴ大統領（パラグアイ）は開会挨拶でこれまでアメリカが押しつけてきた新自由主義政策を批判し、弱者支援の社会政策重視の国家を再建する必要性を訴えた。首脳会議は、貧困削減、格差是正などの課題で国家の果たすべき役割を強調した「アスンシオン宣言」を採択して閉会。
- 第22回（2012年）：カディス（スペイン）
- 第23回（2013年）：パナマ市（パナマ）
- 第24回（2014年）：ベラクルス（メキシコ）
- 第25回（2016年）：カルタヘナ・デ・インディアス（コロンビア）